# 창조경제

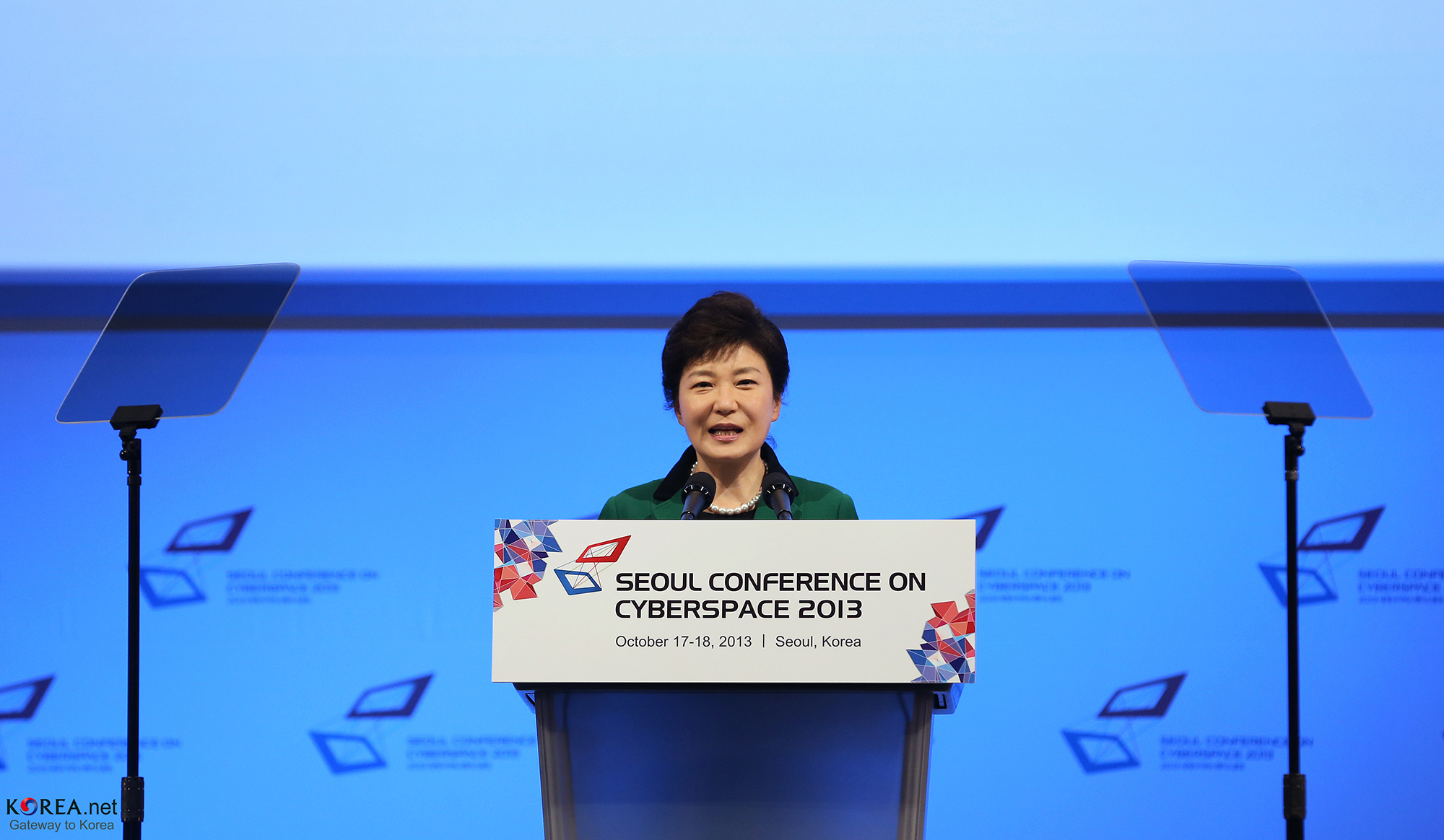
박근혜 정부는 첨단과학기술을 원동력으로 일자리를 창출한다는 창조경제를 주요 공약으로 내세워 왔다. 사진은 박근혜 대통령이 2013년 ‘세계사이버스페이스 총회’ 개막식에 참석해 축사를 하는 모습.

창조 경제(創造經濟, 영어: creative economy)는 영국의 경영전략가 존 호킨스(John Howkins)가 주창한 개념으로, 지식과 정보를 이용하는 창조적인 경제활동을 일컫는 말이다.

## 대한민국
정보기술을 중심으로 한 첨단과학기술을 산업 전반에 접목시켜 일자리를 창출하고 국가 경제를 발전시킨다는 개념으로 추진된 박근혜 정부의 정책이다. 박근혜 대통령이 대선후보였을 당시 핵심적인 경제 공약으로 발표되었고, 집권 후에는 미래창조과학부를 신설하고 정부의 주요 정책으로 추진해 왔다.
한국어의 '창조경제'는 박근혜 정부의 공약, 즉 첨단기술의 융합을 바탕으로 일자리를 만들고 경제를 성장시킨다는 경제정책을 일컫는 단어로 널리 알려졌다.
따라서 존 호킨스가 주창한 개념은 흔히 창조산업이라고 말하고, 한국어의 창조경제는 국가 정책을 일컫는 어휘로 쓰는 것이 보통이다.
존 호킨스는 창조경제를 ʻ창조적 인간,창조적 산업, 창조적 도시를 기반으로 한 새로운 경제체제로 창조적 행위와 경제적 가치를 결합한 창조적 생산물의 거래ʼ로 정의했다.
박근혜 대통령은 취임식에서 창조경제를 "창조경제는 과학기술과 산업이 융합하고, 문화와 산업이 융합하고, 산업간의 벽을 허문 경계선에 창조의 꽃을 피우는 것이다. 기존의 시장을 단순히 확대하는 방식에서 벗어나 융합의 터전 위에 새로운 시장, 새로운 일자리를 만드는 것이다. 창조경제의 중심에는 제가 핵심적인 가치를 두고 있는 과학기술과 IT산업이 있다."고 정의했다.

### 모호성에 대한 논란

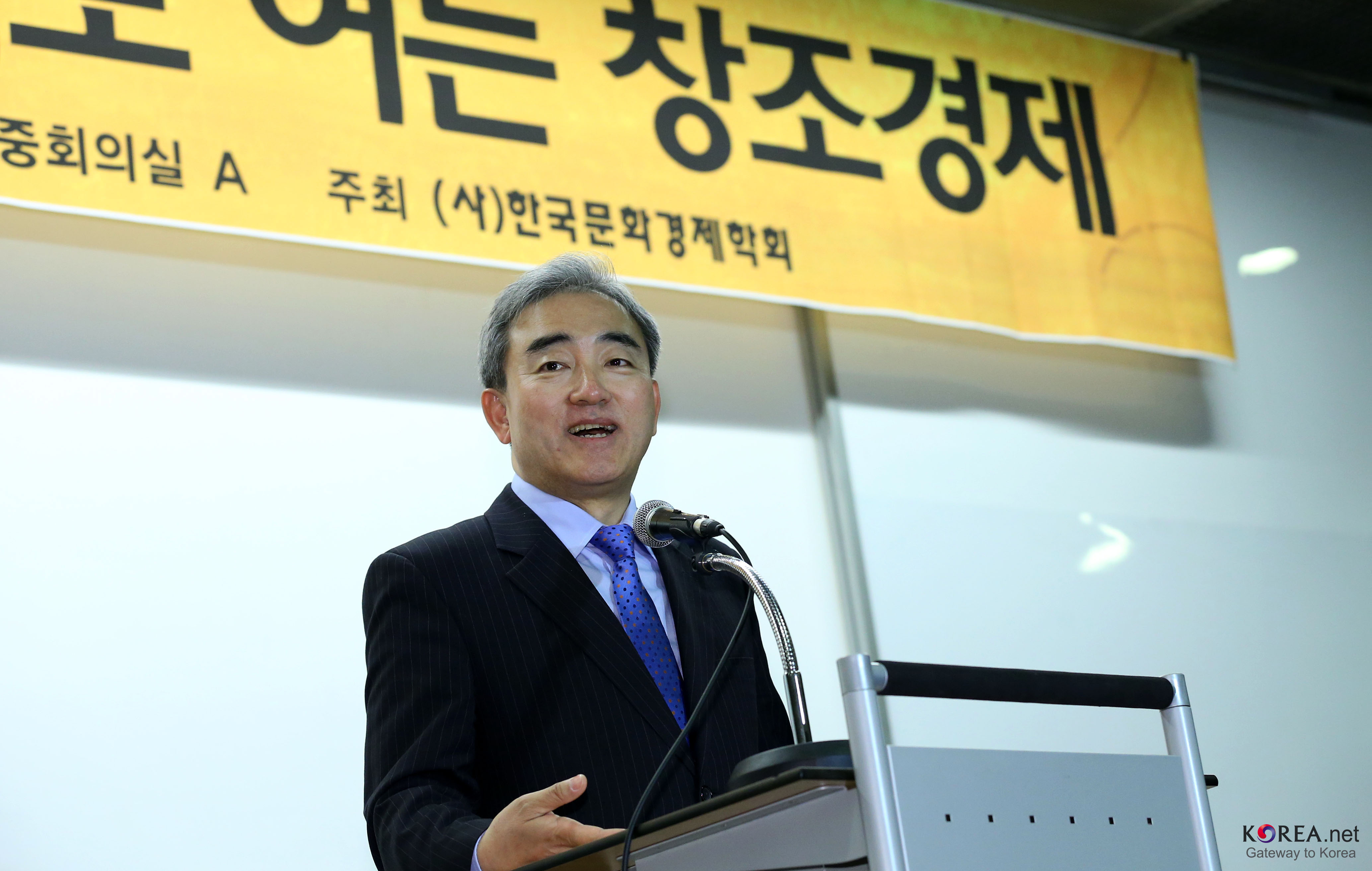
2013년 대한상공회의소에서 열린 '문화로 여는 창조경제' 토론회

박근혜 정부의 창조경제는 비전이 불명확하고 구체성이 떨어진다는 이유로 많은 비판을 받아왔다. 또한 민간 중심의 창조성이 중심이 되어야 할 성장을 정부가 주도하게 되면, 지원을 명목으로 규제가 생겨나고, 결과적으로 혁신을 저해할 수 있다는 우려가 있어 왔다.
또한, 창조경제의 모호성이 논란이 되자 박근혜 대통령은 구체적인 사례를 들기 위해 자동차 튜닝, 신도시 사업, 국방 분야, 금융사업 등 가는 곳마다 '창조경제'를 강조하는 행보를 보여, '그렇다면 창조경제가 아닌 분야가 무엇인가'에 대한 논란까지 생겨났다. 결과적으로 정책 목표는 무엇이며 구체적인 실행 계획은 무엇인지에 대한 논란은 집권 3년차에 이르기까지 계속되었다.
2011년 노벨 경제학상을 수상한 토머스 사전트(70) 뉴욕대 석좌교수이자 서울대 겸임교수가 최근 사석에서 박근혜 정부의 ‘창조경제’ 구상에 대해 “불쉿(Bullshit·허튼소리)”이라고 말한 것으로 알려졌다. 14일 국회에서 열린 새누리당 창조경제·일자리창출 특별위원회 전체회의 1차회의에서 이만우 의원은 “사전트 교수와 함께 식사를 한 자리에서 그의 제자 한 명이 10여분간 창조경제를 아주 구체적으로 설명을 했고 들은 소감을 물었더니 딱 한마디로 말했다”면서 이같이 전했다.

### 주요 정책

#### 창조경제론
박근혜 새누리당 대통령 후보가 18일 과학기술과 정보기술(IT)을 산업 전반에 접목시켜 일자리를 창출하는 개념의 ‘창조경제론’을 새로운 경제발전 패러다임으로 제시했다. 박 후보는 이날 여의도 당사에서 기자회견을 열어 “미래 대한민국의 경제를 이끌어갈 새로운 경제발전 패러다임으로 창조경제론을 제안한다”며 미래창조과학부 신설, 소프트웨어산업 육성, 개방·공유형 ‘창조정부’ 구현, 벤처기업 국외 진출 및 젊은층의 국외 취업 장려 등을 공약으로 제시했다. 박 후보는 “창조경제를 통해 경제체질을 다른 나라를 따라가는 ‘추격형’에서 다른 나라에 앞서가는 ‘선도형’으로 바꾸겠다”고 말했다. 박 후보는 관광산업과의 융합을 창조경제론의 사례로 제시했다. 특수안경을 착용하고 경복궁을 관람하면 안경에 왕·왕비 등이 나오는 3차원 가상현실이 구현돼 조선시대를 실체로 체험할 수 있다는 내용이다.

#### 국정과제
박근혜 정부가 140대 국정과제를 최종 확정하면서 대통령직인수위원회 단계에서 빠졌던 '경제민주화' 용어를 되살렸다. 정부는 28일 청와대에서 박 대통령 주재로 국무회의를 열어 140개 국정과제 추진전략과 추진계획을 보완·확정했다고 밝혔다. 140개 국정과제는 '경제부흥', '국민행복', '문화융성', '평화통일 기반 구축' 등 4대 국정기조와 14대 추진전략으로 분류된다. 인수위 안과 비교할 때 전체 과제 건수는 똑같지만 문화 분야 과제를 3개 추가한 반면, 경제 분야에서는 관련성이 높은 과제를 하나로 묶는 방식으로 건수를 3개 줄였다. 특히 국정과제에서 창조경제는 가능성에 투자하는 금융환경조성, 청년 취업 및 창업활성화와 해외 진출 지원, 과학기술을 통한 창조경제 기반 조성 등 총 20개의 과제가 포함되어 있다.

#### 창조경제 실현계획

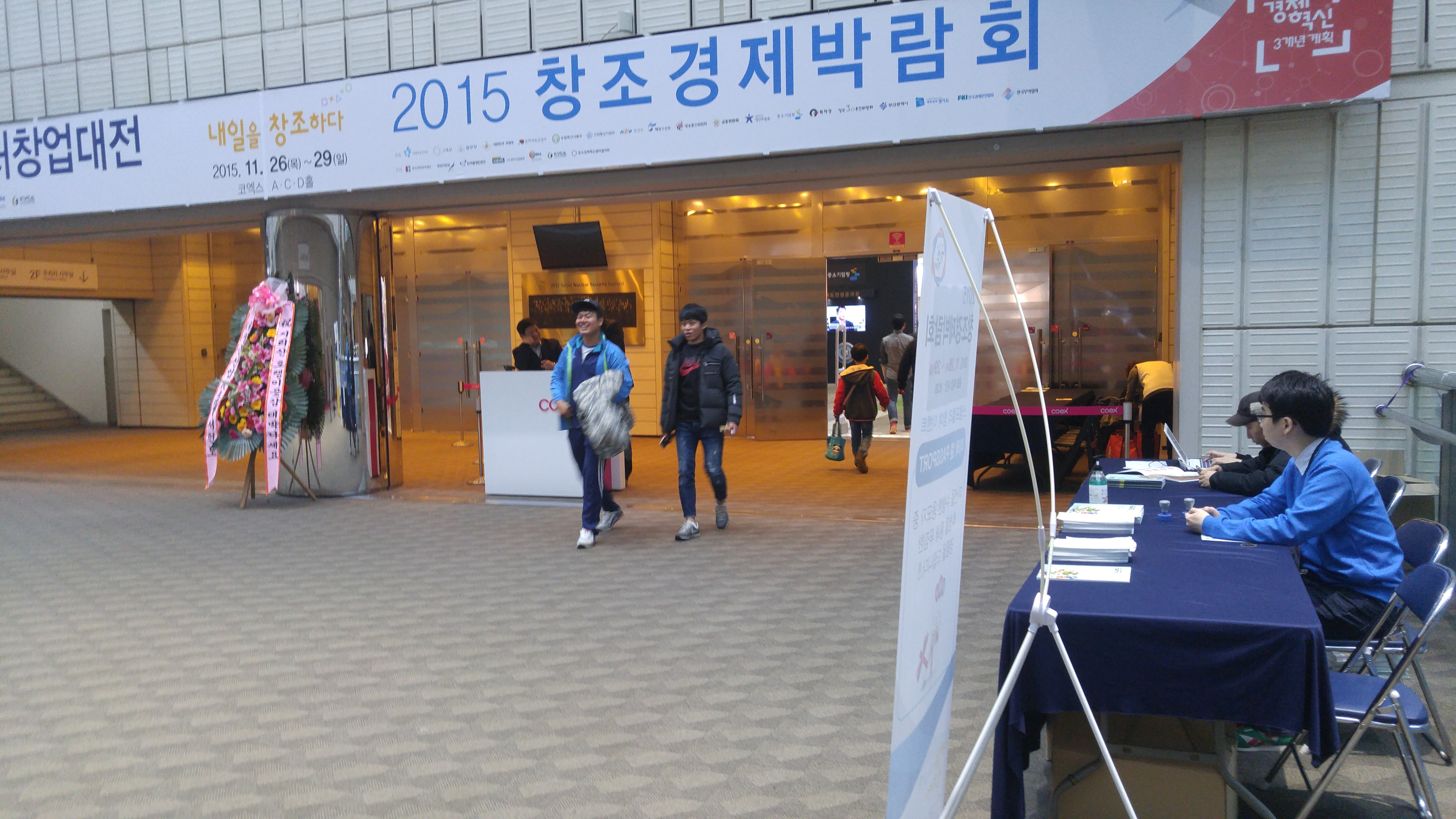
서울 코엑스에서 열린 2015 창조경제박람회

정부는 5일 정부서울청사에서 최문기 미래창조과학부 장관과 관계 부처 차관들이 참석한 가운데 ‘창조경제 실현계획’을 발표했다. 전날 정홍원 국무총리 주재로 열린 국무회의에서 확정된 내용이다. 정부는 창조경제가 제대로 실현되기 위해서는 창업과 벤처·중소기업의 활성화가 가장 중요하다고 판단했다. 이에 따라 쉽게 창업할 수 있고, 실패해도 재도전할 수 있는 여건을 조성하는 창업 생태계 조성에 힘을 쏟을 계획이다. 또 창의적인 아이디어가 특허로 연결될 수 있도록 ‘국가 특허전략 청사진’도 마련하고 연구개발(R&D)과 특허가 유기적으로 연계될 수 있는 시스템도 구축해 나가기로 했다. 벤처·중소기업의 판로개척을 위해 정부와 공공기관이 ‘첫번째 고객’으로 나서고, 대·중소기업 간 성과 공유·협력사업 확대 등을 통해 동반성장 생태계를 조성해 나갈 계획이다. 정부는 창조경제 실현을 위해 올해 6조9000억원을 배정하고 향후 5년간 총 40여 조원을 투입할 계획이다.

#### 경제혁신 3개년 계획과 창조경제혁신센터
박근혜 대통령은 25일 취임 1주년을 맞아 청와대 춘추관에서 '경제혁신 3개년 계획' 담화문을 발표했다. 담화문 발표는 지난달 신년기자회견에서 우리 경제의 혁신과 재도약을 위해 '경제혁신 3개년 계획'을 밝히겠다고 한 데 따른 후속조치다. 박 대통령은 경제혁신 3개년 계획을 통해 2017년에 잠재성장률을 4%대로 끌어올리고, 고용률 70%를 달성하며 1인당 국민소득 4만불을 지향하는 이른바 '474'의 초석을 다져 놓겠다는 청사진을 제시했다.경제혁신 3개년 계획은 '기초가 튼튼한 경제', '역동적인 혁신경제', '내수.수출 균형경제'의 3대 핵심전략으로 구성돼 있다. 박 대통령은 3대 핵심전략을 임기 내내 직접 챙기면서 강력하게 추진해서 성공적으로 이끌겠다는 각오를 밝혔다.
박근혜 대통령이 12일 신년 기자회견을 통해 집권 3년차인 올해 경제 활성화를 위해 제시한 방안은 구조개혁과 창조경제, 내수확대 3가지를 제시했다. 이는 박 대통령이 지난해 초에 발표한 '경제혁신 3개년 계획'을 올해 본격적으로 추진하겠다는 의미다. 올해는 경제혁신 3개년 계획에 따라 예산이 편성된 첫해이고 전국 단위의 선거가 없는 해여서 박 대통령의 경제 활성화 의지는 어느 해보다 강할 것으로 보인다. 박 대통령은 '경제혁신 3개년 계획' 중 '역동적인 혁신경제' 과제를 위해 창조경제를 본격 확산시키겠다고 강조했다. 박근혜 정부의 핵심 정책 중 하나인 창조경제는 의미가 모호하고 가시적인 성과가 없다는 비판을 받아왔다. 그러나 올해는 전국과 전 산업으로 창조경제를 확산해 '새 바람'을 일으키겠다는 것이다. 박 대통령은 창조경제의 주역을 '중소·벤처기업'으로 지목하면서, 대기업과 이들을 연결해 '원스톱 지원'이 가능한 창조경제혁신센터를 올해 상반기 안에 전국 17개 시도에 모두 설치하겠다는 구상을 밝혔다. 지역경제 활성화 방안도 창조경제에서 찾았다. 중소·벤처기업을 지역 특화산업과 연계해 '지역 성장 허브'로 키우겠다는 것이다. 박 대통령은 창조경제와 함께 문화산업의 중요성도 강조했다. 공급과 수요가 유기적으로 순환하는 새로운 플랫폼을 구축하는 등 문화콘텐츠 산업을 육성해 미래 시장 개척에 나서겠다고 밝혔다.

#### 미래성장동력 실행계획
박 대통령은 집권 하반기의 국정키워드로 창조경제에 중점을 두고, 임기 내에 한국경제의 체질을 바꾼다는 목표로 정책의 구체화와 투자 활성화에 더 박차를 가하게 되었다. 그 일환으로 미래창조과학부는 2014년 6월 18일, 미래성장동력 실행계획을 다음과 같이 발표하여 정책을 구체화했다.
그 실행계획은, 미래성장동력이 되는 9가지의 응용산업(이를 미래창조과학부에서는 전략산업이라 함)과 그 기반이 되는 4가지 기반산업을 동시에 육성하여 분야간 융합을 촉진하는 것이다. 이들 분야에서 대기업 뿐 아니라 중소기업과 벤처기업의 참여 비중을 높이고 히든 챔피언을 육성하여 일자리를 창출, 1인당 국민소득을 4만불 이상으로 높이는 것이 정부의 목표이다.

##### 9대 전략산업
9대 전략산업은 다음과 같다.
1. 스마트 자동차: 정보통신기술과 자동차의 융합
2. 5G 이동통신: 4G 대비 1천배 빠른 이동통신 기술 개발
3. 심해저 해양플랜트: 해저에 매장된 자원을 채굴하여 이송하는 시스템 구축
4. 지능형 로봇: 인공지능이 융합된 로봇기술
5. 착용형 스마트기기: 스마트워치를 비롯하여 신체에 착용할 수 있는 컴퓨터 기기
6. 실감형 콘텐츠: 실제와 유사한 경험을 주는 차세대 콘텐츠. 좀더 구체적으로는 홀로그램 등의 기술을 의미.
7. 맞춤형 웰니스 케어: IT와 의료기기의 융합으로 구축한 건강관리 시스템
8. 재난안전관리 스마트 시스템: 정보통신기술 등을 활용한 재난관전 예측 및 대응 시스템
9. 신재생에너지 하이브리드 시스템: 태양광과 풍력, 지열과 태양광 등 둘 이상의 에너지를 조합한 친환경 전력시스템

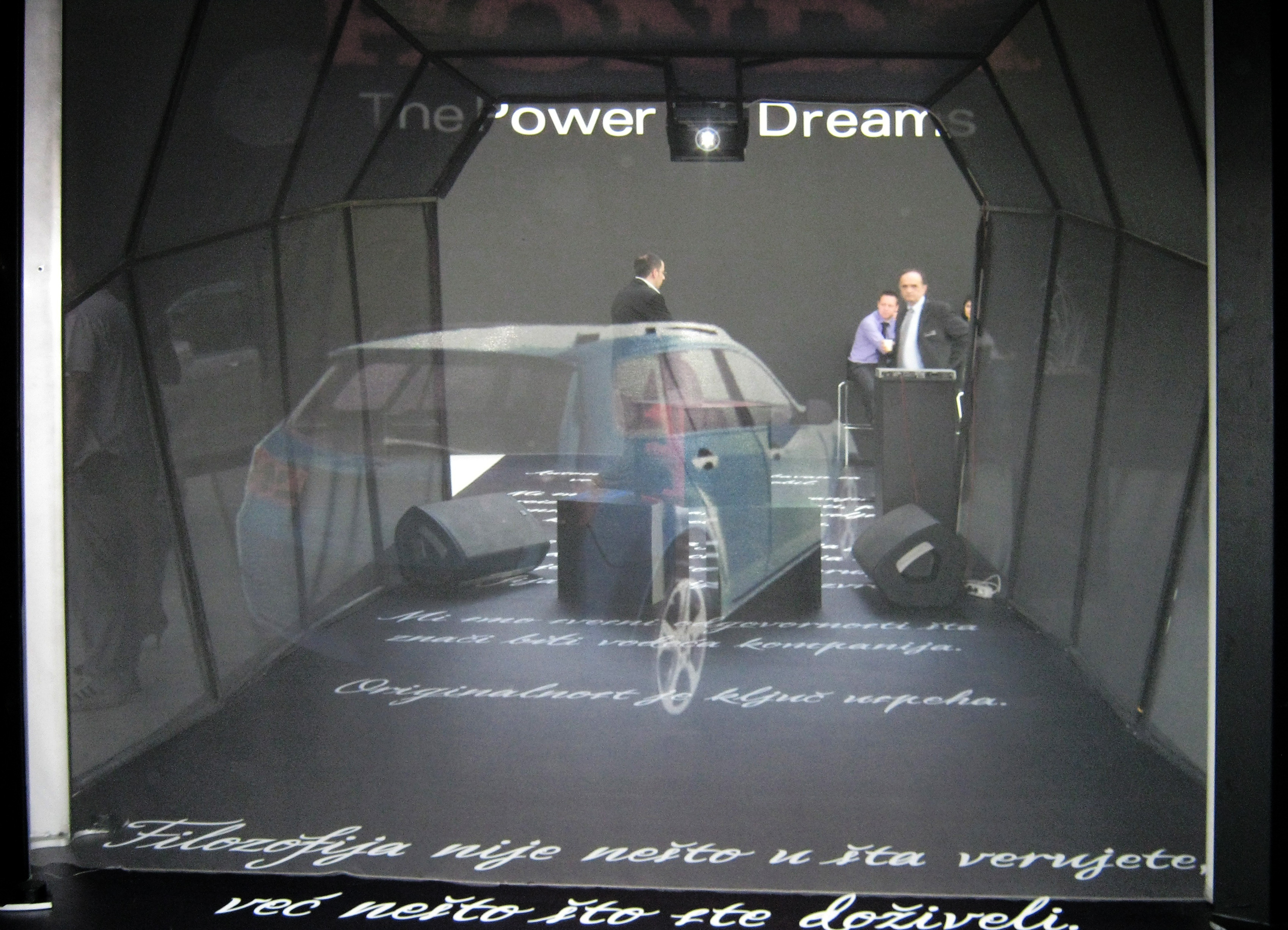
국제모터쇼에서 이용된 홀로그램 기술 기반 실감형콘텐츠 (2011년)

1~3은 대한민국이 기존에 경쟁력을 가진 분야로, 여기에 정보통신기술을 융합하는 것을 목표로 한다. 스마트 자동차 분야에서는 전세계 3대 강국이 되는 목표로 한다.
5세대 이동통신에서는 초고속 서비스를 기반으로 한 미래의 SNS를 비롯, 입체영상과 UHD(초고해상도영상) 및 홀로그램 등의 서비스를 목표로 한다또한 연구개발에 중소기업 참여비중을 확대(25%⟶40%)하는 동시에 중소기업의 제품화 개발을 지원함으로써 시장창출을 촉진한다.
4~6은 미래신산업 분야이다. 지능형 로봇은 부품 국산화 등에 주력하는 것, 착용형 스마트 기기는 지능형 반도체 및 사물인터넷 연구개발과 연계하여 핵심부품 기술을 갖춘다는 것이 목표이다. 또한 실감형 콘텐츠에 대해서는 각종 홀로그램 기술에 7년간 2400억을 투자하겠다는 대규모의 홀로그램 산업 육성 계획이 발표되었다.
7~9는 공공복지 분야이다. 맞춤형 헬스케어 플랫폼을 구축하고 의료법을 정비하고 시범사업을 추진, 동남아 등 해외에 진출하는 것이 목표이다. 재난 안전 관리는 사물인터넷 및 스마트 센서를 이용하여 첨단화하는 것이 목표이다. 신재생에너지 하이브리드 시스템은 2020년 세계 시장 10%를 점유하는 것을 목표로 한다.

##### 4대 기반산업

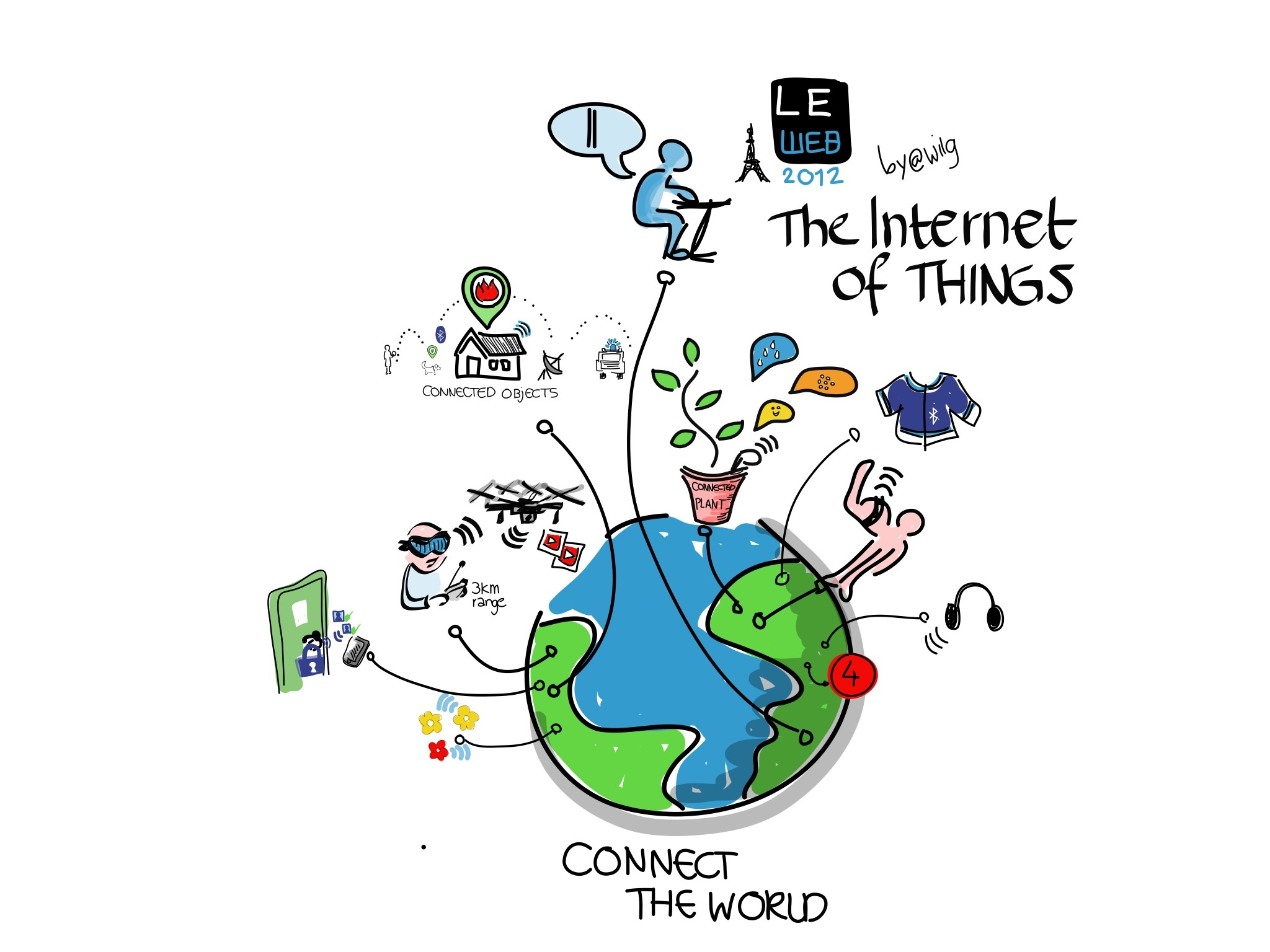
사물인터넷 개념도

4대 기반산업은 다음과 같다. 정보통신 및 재료과학의 기초가 되는 기술들이다. 기반산업 분야에서는 9대 전략산업과 연계해 특화기술을 개발하고 시스템·인프라를 구축하는 등 융합형 성장 기반을 마련하는 데 중점을 뒀다. 지능형 반도체는 사물인터넷, 스마트 자동차, 착용형 스마트 기기 등 전략산업과 연계한 시범사업을 시행할 예정이다. 빅데이터 분야에서는 고성능 컴퓨팅 기술, 실시간 스트림 빅데이터 처리 기술을 개발하고 기술 및 사업화 컨설팅을 진행해 중소기업을 육성하기 위한 발판을 마련할 계획이다.
1. 지능형 반도체: 스마트 자동차, 사물인터넷, 착용형 스마트기기 등에 응용되는 기술.
2. 융복합 소재: 경량화되고 고성능화된 신소재를 개발하여 각종 산업 분야에 응용한다. 그래핀 생산 등이 좋은 예로, 미래창조과학부가 추진하는 글로벌프론티어사업에서 추진되고 있음.[25]
3. 지능형 사물인터넷: 사물들간의 네트워크 연결을 통해 유기적으로 정보를 활용하는 지능형 서비스.
4. 빅데이터: 스마트폰, SNS, 사물인터넷에 따라 폭증하고 있는 대량의 데이터를 처리하는 기술.

### 평가
상기한 미래성장동력 실행계획을 발표하며, 창조경제의 개념은 어느정도 구체화되어 불확실성이 해소되었다고 평가받았다. 그러나 창조경제라는 것이 기초과학 육성에서부터 시작해 각종 기술혁신과 산업간 융합이 필요한 것이라, 정권 차원의 구호로 그치지 않으려면 앞으로 30년은 내다보고 장기적으로 추진해야 성공할 수 있다는 지적이 있다.
또한 여기에는 금융 및 투자 환경의 제도적 뒷받침이 없이는 성공이 어렵다는 지적이 과거부터 있어왔다. 또한 창조경제의 원래 개념을 주창했던 영국의 존 호킨스가 방한했을 때, 창조경제를 실현하려면 우선 교육의 변혁이 필요하다는 말을 했던 것도 귀담아야 할 대목이다.

## 같이 보기
- 창조경제혁신센터(Centers for Creative Economy and Innovation, CCEI)